# Rhus tamaulipana
Rhus tamaulipana là một loài thực vật có hoa trong họ Đào lộn hột. Loài này được B.L. Turner miêu tả khoa học đầu tiên năm 1996.